# Hanna Kas'janova
Hanna Anatoliïvna Mel'nyčenko, coniugata Kas'janova (in ucraino Ганна Анатоліївна Мельниченко-Касьянова?; Tbilisi, 24 aprile 1983), è una multiplista ucraina.

## Progressione

### Eptathlon
| Stagione | Risultato | Luogo         | Data      | Rank. Mond. |
| -------- | --------- | ------------- | --------- | ----------- |
| 2014     | 5937 p.   | Ribeira Brava | 6-7-2014  | 46ª         |
| 2013     | 6586 p.   | Mosca         | 13-8-2013 | 2ª          |
| 2012     | 6407 p.   | Jalta         | 28-5-2012 | 14ª         |
| 2011     | -         | -             | -         | -           |
| 2010     | 6098 p.   | Tallinn       | 27-6-2010 | 17ª         |
| 2009     | 6445 p.   | Götzis        | 31-5-2009 | 5ª          |
| 2008     | 6306 p.   | Hengelo       | 29-6-2008 | 19ª         |
| 2007     | 6143 p.   | Stettino      | 8-7-2007  | 24ª         |
| 2006     | 6010 p.   | Arles         | 2-7-2006  | 34ª         |
| 2005     | 5809 p.   | Bydgoszcz     | 3-7-2005  | 59ª         |
| 2004     | 5720 p.   | Woerden       | 21-5-2004 | 80ª         |
| 2003     | 5523 p.   | Kiev          | 4-7-2003  | 123ª        |
| 2002     | 5083 p.   | Bila Cerkva   | 17-5-2002 | -           |

### Pentathlon (indoor)
| Stagione | Risultato | Luogo      | Data      | Rank. Mond. |
| -------- | --------- | ---------- | --------- | ----------- |
| 2014     | 4587 p.   | Sopot      | 7-3-2014  | 8ª          |
| 2013     | 4623 p.   | Zaporižžja | 30-1-2013 | 4ª          |
| 2012     | 4748 p.   | Sumy       | 16-2-2012 | 6ª          |
| 2011     | 4170 p.   | Sumy       | 15-2-2011 | 47ª         |
| 2010     | 4373 p.   | Zaporižžja | 30-1-2010 | 17ª         |
| 2009     | -         | -          | -         | -           |
| 2008     | 4218 p.   | Sumy       | 23-2-2008 | 45ª         |
| 2007     | 4536 p.   | Ancona     | 28-1-2007 | 11ª         |
| 2006     | 4283 p.   | Sumy       | 15-2-2006 | 26ª         |
| 2005     | 4022 p.   | Sumy       | 12-2-2005 | 59ª         |
| 2004     | 4023 p.   | Sumy       | 14-2-2004 | 80ª         |

## Palmarès
| Anno | Manifestazione  | Sede           | Evento     | Risultato | Prestazione | Note                                     |
| ---- | --------------- | -------------- | ---------- | --------- | ----------- | ---------------------------------------- |
| 2005 | Europei U23     | Erfurt         | Eptathlon  | 13ª       | 5502 p.     |                                          |
| 2006 | Europei         | Göteborg       | Eptathlon  | 16ª       | 5942 p.     |                                          |
| 2007 | Europei indoor  | Birmingham     | Pentathlon | Bronzo    | 4608 p.     |                                          |
| 2007 | Universiadi     | Bangkok        | Eptahlon   | Bronzo    | 5852 p.     |                                          |
| 2007 | Mondiali        | Osaka          | Eptathlon  | dnf       | dnf         |                                          |
| 2008 | Giochi olimpici | Pechino        | Eptathlon  | 13ª       | 6165 p.     |                                          |
| 2009 | Mondiali        | Berlino        | Eptathlon  | 6ª        | 6414 p.     |                                          |
| 2010 | Europei         | Barcellona     | Eptathlon  | dnf       | dnf         |                                          |
| 2012 | Mondiali indoor | Istanbul       | Pentathlon | 7ª        | 4623 p.     |                                          |
| 2012 | Giochi olimpici | Londra         | Eptathlon  | 10ª       | 6392 p.     |                                          |
| 2013 | Europei indoor  | Göteborg       | Pentathlon | Bronzo    | 4604 p.     |                                          |
| 2013 | Mondiali        | Mosca          | Eptathlon  | Oro       | 6586 p.     | Miglior prestazione personale            |
| 2014 | Mondiali indoor | Sopot          | Pentathlon | 7ª        | 4587 p.     | Miglior prestazione personale stagionale |
| 2016 | Europei         | Amsterdam      | Eptathlon  | dnf       | dnf         |                                          |
| 2016 | Giochi olimpici | Rio de Janeiro | Eptathlon  | 25ª       | 5 951 p.    |                                          |